# Orquesta Tanguedia
Orquesta Tanguedia is een Belgische band die in 1993 werd opgericht en een moderne interpretatie geeft aan Argentijnse tango, die wordt gemengd met jazz en folk.. 
De band werkte voor het Ballet van Vlaanderen. In 2002 werd het eerste album Sara verso i matino  uitgebracht, waarna uitverkochtte optredens volgden in onder meer de Bourlaschouwburg en de Ancienne Belgique. Dit laatste concert werd opgenomen door Radio 1.  
De band maakte in 2010 de muziek en begeleidde het cabaretduo Kommil Foo tijdens de voorstelling Kommil Foo Deluxe. 
In 2013 maakte de band voor radio Klara een opname van KonkordiaPlatz, een werkstuk van de Belgische componist Chris Carlier

## Discografie
- Sara verso i matino (2002)
- In bocca al lopo (2007)
- Alfonsina (2011)
- Kommil Foo Deluxe (2010)
- KonkordiaPlatz (2013)
- Georgina (2015)